# Wolfram Demonstrations Project

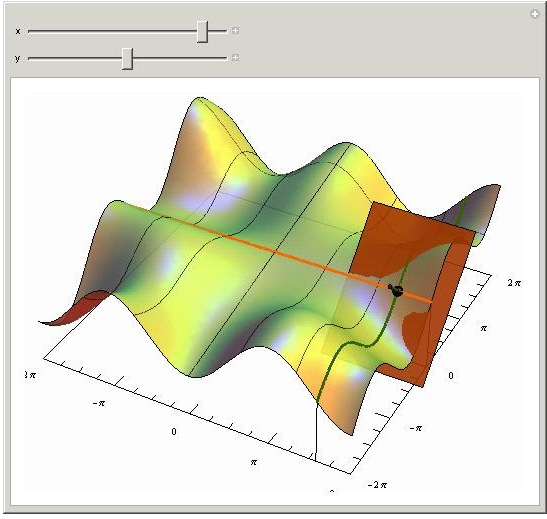
Tangent

Wolfram Demonstrations Project es un proyecto en línea hospedado por Wolfram Research, cuyo principal objetivo es llevar la exploración computacional a la mayor cantidad de audiencia posible. Consta de una colección organizada de pequeños programas interactivos llamados Demostraciones, todos de código libre, destinados a visualizar una representación interactiva de ideas de ciertos campos. En su lanzamiento contaba con 1300 demostraciones.
En 2008, el sitio ganó el Premio Parents' Choice.

## Tecnología
Las «demostraciones» se ejecutan en Mathematica 6 o superior y en Mathematica Player, que es una versión modificada de la aplicación Mathematica de Wolfram. Está disponible para Windows, Linux y Macintosh.
El personal de Wolfram Research organiza y edita las demostraciones, las cuales pueden ser creadas por cualquier usuario de Mathematica. Luego son publicadas libremente para ser descargadas de forma gratuita. Las demostraciones son de libre acceso, lo que significa que no sólo muestran el concepto mismo, sino también cómo implementarlo.

## Tópicos
El sitio oficial está organizado en temas tales como ciencia, matemáticas, ciencias de la computación, arte, biología y finanzas. Ellos cubren una gran diversidad de niveles, desde matemática de enseñanza básica hasta temas más avanzados, incluyendo mecánica cuántica y modelos de organismos biológicos.